# Conector DB

Conectores D, 9 pinos, com e sem parafusos.

O conector DB é um tipo comum de conector, usado principalmente em computadores. Até há poucos anos eram o tipo de conector mais comum encontrado em computadores (especialmente para ligar mouses e impressoras), mas atualmente foram suplantados pelos conectores USB.

## Descrição e nomenclatura
Um conector DB contém duas ou mais fileiras paralelas de pinos ou soquetes, usualmente circundados por um envoltório metálico em formato de D que provê um anteparo contra interferência eletromagnética e garante um encaixe correto. A parte que contém os pinos de contacto é chamada de "conector macho", enquanto a parte que contém soquetes é denominada "conector fêmea", ou simplesmente "soquete". O envoltório do soquete se encaixa com firmeza no envoltório que contém os pinos. Ambos os envoltórios são conectados à blindagem dos cabos (quando cabos blindados são usados), criando uma proteção eletricamente contínua que engloba todo o sistema do cabo e do conector.
Os conectores DB foram inventados pela Cannon, subsidiária da ITT. O sistema de numeração de peças da Cannon usa um D como prefixo para toda a série, seguido de uma letra indicando o tipo de envoltório (A=15 pinos, B=25 pinos, C=37 pinos, D=50 pinos, E=9 pinos), seguido pelo número real de pinos, seguido pelo gênero (M=macho, F=fêmea). Por exemplo, DB25M indica um conector D com um envoltório para 25 pinos contendo 25 contactos machos. A Cannon também produziu conectores com pinos especiais, maiores que os comuns. A variante DB13W3 foi comumente usada para conexões de vídeo de alta performance; ela possuía 10 pinos regulares (número 20) mais três contactos coaxiais para os sinais de vídeo vermelho, verde e azul.
Possivelmente pelo fato do IBM PC original usar conectores DB-25 nas portas seriais e paralela, tornou-se comum denominar todos os conectores D como DB, independentemente de serem, na verdade, "DA" "DC" ou "DE". Quando a porta serial do PC começou a usar conectores de 9 pinos, ela foi batizada de "DB-9" em vez de DE-9. Como este é o nome que realmente caiu no gosto popular, seria pedantismo insistir no uso da nomenclatura original da Cannon.
Os conectores estão agora definidos por uma norma internacional, DIN 41652.

## Aplicações típicas

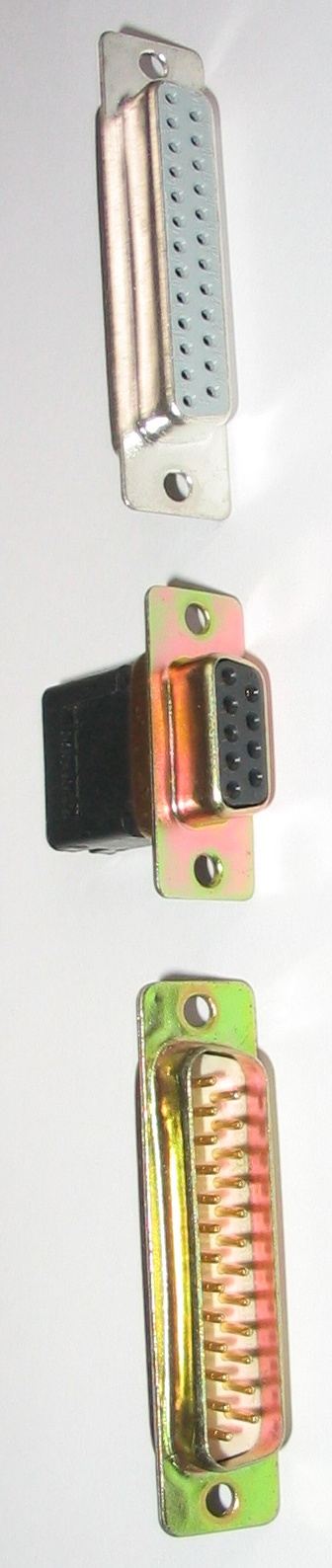
Conectores D (de cima para baixo): DB-25 fêmea, DE-9 fêmea, DB-25 macho.

A aplicação mais usual dos conectores D é em comunicações seriais RS-232, embora o padrão recomende e não obrigue o uso de conectores D. Os conectores RS-232 originalmente usavam o DB25 de 25 pinos, mas para muitas aplicações não há necessidade de tantos disponíveis, permitindo que o DE9 de 9 pinos (mais conhecido como DB-9) fosse utilizado. Nos PCs, conectores de 25 pinos também foram usados para portas paralelas Centronics, em vez do modelo usado nas próprias impressoras. Todos estes conectores foram superados pelas portas mini-DIN do IBM PS/2 e, mais recentemente, por conectores USB.
Um conector DE9 macho na parte traseira de um computador pessoal IBM-PC compatível é tipicamente uma porta serial. A IBM introduziu o conector DE9 para RS-232 em PCs com o PC-AT em 1984. Um conector fêmea de 9 pinos no mesmo computador pode ser uma saída de vídeo: monocromática, CGA ou EGA. Embora todos estes usem o mesmo conector, os monitores não podem ser trocados e eles ou suas placas de vídeo podem ser danificados se forem conectados com um dispositivo incompatível usando o mesmo conector. Posteriormente, adaptadores de vídeo analógico (VGA e subseqüentes) substituíram estes conectores por soquetes de alta densidade DE15 de 15 viasss, os quais têm três fileiras de cinco contactos no mesmo espaço previamente ocupado por duas fileiras de cinco e quatro contactos, respectivamente. Outros nomes comuns para os conctores DE15 são HD15, onde HD significa High Density (Alta Densidade) e (com menos precisão) DB15 e DB15HD.
A partir do final dos anos 1970 e através dos anos 1980, DE9s sem o par de parafusos de fixação tornaram-se quase universais como conectores de joysticks em consoles de vídeo-game e computadores domésticos, depois de terem sido um padrão de facto pelo seu uso no Atari 2600 e na família de computadores Atari. Entre os sistemas que os utilizaram estão Atari, Commodore International, Amstrad e SEGA, entre outros, mas ficaram de fora os micros da Apple, os compatíveis com IBM-PC e a maioria dos vídeo-games mais recentes. Usados no modo padrão, eles suportam um joystick digital e um par de paddles analógicos; em muitos sistemas, um mouse ou uma caneta óptica também eram suportados através destes soquetes, todavia, os mouses geralmente não eram intercambiáveis entre sistemas diferentes. Conectores DE9 também são usados por algumas redes token ring e outras.

## Outros conectores
- Conector BNC
- Conector DIN
- Conector RCA
- Conector XLR
- Conector UHF